# 林子翔
林子翔（2001年8月1日—），台灣男子射箭運動員，現就讀國立體育大學。林子翔出生運動世家，哥哥是效力於台灣職業籃球大聯盟新北國王的林力仁。

## 生平
2024年代表中華台北代表團參加2024年巴黎奧運，共參加男子個人、男子團體兩項競賽。男子團體項目與湯智鈞、戴宇軒搭檔獲止步八強。男子個人項目在三十二強賽敗給韓國選手金優鎮。

## 外部連結
- 林子翔在World Archery（英语）